# F.C. United of Manchester
F.C. United of Manchester là một câu lạc bộ bóng đá chuyên nghiệp có trụ sở tại Anh Moston, đang chơi tại giải Conference N / S    ( thuộc hạng 6 tại các giải bóng đá Anh ). Câu lạc bộ được những người phản đối doanh nhân người Mỹ Malcolm Glazer tiếp quản câu lạc bộ Manchester United thành lập vào năm 2005.
F.C. United of Manchester thi đấu ở giải North West Counties Football League Division Two vào năm 2005. Trong 3 mùa giải liên tiếp họ thăng 3 hạng. Tuy nhiên, từ đó họ đã chơi ở Northern Premier League Premier Division League đến năm 2015. Vào mùa giải 2014-2015, họ đã vô địch giải Northern Premier League Premier Division League khu vực miền bắc trước một vòng đấu. Mùa giải 2015- 2016, họ thi đấu tại giải Conference N / S (thuộc hạng 6 tại các giải bóng đá Anh).

## Danh sách cầu thủ

### Đội hình đội 1
Tính đến 16 tháng 6 năm 2022
Ghi chú: Quốc kỳ chỉ đội tuyển quốc gia được xác định rõ trong điều lệ tư cách FIFA. Các cầu thủ có thể giữ hơn một quốc tịch ngoài FIFA.
| Số | VT | Quốc gia | Cầu thủ                   |
| -- | -- | -------- | ------------------------- |
| —  | TM | Anh      | Ryan Hamer                |
| —  | TM | Anh      | Dan Lavercombe            |
| —  | HV | Anh      | Josh Askew                |
| —  | HV | Anh      | Curtis Jones              |
| —  | HV | Anh      | Jack Godden               |
| —  | HV | Anh      | Silas Itotayagbon         |
| —  | HV | Anh      | Aaron Morris              |
| —  | HV | Anh      | Jorge Sikora              |
| —  | HV | Anh      | Clive Smith               |
| —  | TV | Anh      | Michael Donohue (đội phó) |

| Số | VT | Quốc gia | Cầu thủ        |
| -- | -- | -------- | -------------- |
| —  | TV | Anh      | Paul Ennis     |
| —  | TV | Anh      | Luke Griffiths |
| —  | TV | Anh      | Jayden Major   |
| —  | TV | Anh      | Jonathan Smith |
| —  | TV | Anh      | Chris Taylor   |
| —  | TV | Anh      | James Vincent  |
| —  | TĐ | Anh      | Jack Anderton  |
| —  | TĐ | Anh      | Joe Duckworth  |
| —  | TĐ | Anh      | Regan Linney   |
| —  | TĐ | Anh      | Edy Maieco     |